# Sambong (Punggelan)
Sambong is een bestuurslaag in het regentschap Banjarnegara van de provincie Midden-Java, Indonesië. Sambong telt 3659 inwoners (volkstelling 2010).